# Edward van Dijck
Edward van Dijck (Herent, 22 de março de 1918-Lovaina, 22 de abril de 1977) foi um ciclista belga dos anos 1940 e 1950.
Seu maior lucro como desportista foi a vitória na classificação geral da Volta ciclista a Espanha de 1947 (), por adiante de Manuel Costa e Delio Rodríguez. Nessa mesma edição, van Djck conseguiu dois triunfos de etapa. Também conseguiu um triunfo de etapa no Tour de France de 1948.

## Palmarés
1941
- 1 etapa do Circuito de Bélgica

1942
- Amberes-Gante-Amberes
- 1º no Prêmio de Hollogne-aux-Pierres

1943
- Grande Prêmio de Valônia
- 1º no Prêmio de Roosbeek

1944
- 1º no Prêmio de Bertem
- 1º no Prêmio de Verviers

1945
- 1 etapa da Volta a Bélgica
- 1º no Prêmio de Bertem

1946
- Ache-Ingooigem
- Tour de Limburgo
- 1º no Prêmio de Ninove

1947
- Volta a Espanha , mais 2 etapas

1948
- 1 etapa do Tour de France

1949
- 1º no Prêmio de Rijkevorsel
- Vencedor de 5 etapas no Tour de Argélia

1950
- 1º no Grande Prêmio de Stad Vilvoorde
- Vencedor de 3 etapas no Tour de Argélia

1951
- 1º no Prêmio de Leuven

## Resultados em Grandes Voltas e Campeonato do Mundo
| Corrida         | 1947 | 1948 | 1949 |
| --------------- | ---- | ---- | ---- |
| Giro de Itália  | -    | -    | -    |
| Tour de França  | -    | 14º  | Ab.  |
| Volta a Espanha | 1º   | -    | X    |